# Casey Albert Wood

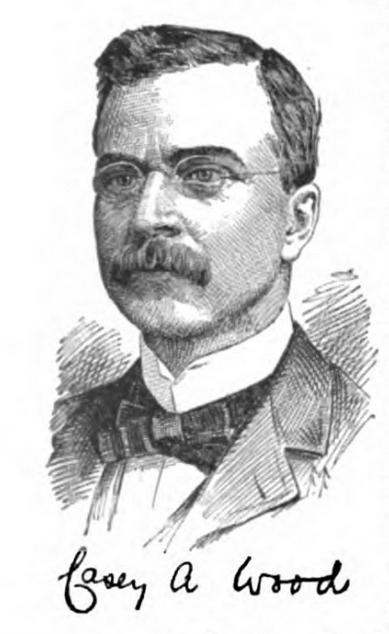
Casey Albert Wood

Casey Albert Wood (Wellington (Ontario), 21 november 1856 - La Jolla (Californië), 26 januari 1942) was een Canadees en Amerikaans arts en wetenschapper. 
Casey Wood was de zoon van Orrin Cottier Wood, een bekende arts uit New York, en zijn vrouw Louisa Leggo, een dochter van een kapitein in de Royal Navy. Hij studeerde aan de grammar school (gymnasium) in Ottawa, voltooide daarna zijn opleiding aan het Ottawa College Institute (1872) en behaalde zijn medische graad aan Lennoxville University (M.D., C.M., 1877) waar hij later ook een eregraad zou krijgen, McGill University (M.D., C.M., ad eun., 1906) en studeerde ook in diverse Europese steden. In 1886 trouwde hij met Emma Shearer uit Montreal. 
Wood was een succesvol arts en hoogleraar. Was hij eerst nog actief binnen Canada, in 1889 accepteerde hij een baan in Chicago waar hij chirurg en hoogleraar in diverse disciplines werd. Hij was fellow bij de American Acadamy of Medicine (voorzitter in 1907-1908) en American Acadamy of Ophthalmology and Oto-Laryngol. (voorzitter in 1905-1906) en lid van diverse andere nationale en internationale genootschappen. Hij was enige jaren hoofdredacteur van Annals of Ophthalmology, maar was ook verbonden aan diverse andere wetenschappelijke tijdschriften. Hij publiceerde ook enige boeken en vertaalde werken uit het Duits, Frans en Italiaans. 
In 1917 ging hij met pensioen en werd hij actief binnen de medische afdeling van het Amerikaanse leger. Hij ging daar uiteindelijk met de rang van kolonel uit dienst.